# Neurospora
Neurospora es un género de hongos ascomicetos de la familia Sordariaceae. El nombre del género, significa "espora nerviosa" en griego y se refiere a las estrías características de las esporas. 
Todos sus representantes son hongos mohos que pueden encontrarse en panes, excrementos y materia vegetal en descomposición.
La especie más conocida de este género es Neurospora crassa, un organismo modelo usado comúnmente en biología. Mientras que otra especie Neurospora sitophila es utilizada para la fermentación y producción de alimentos como el oncom de Indonesia.

## Especies
Contiene las siguientes especies:
- Neurospora africana
- Neurospora bonaerensis
- Neurospora brevispora
- Neurospora caffera
- Neurospora calospora
- Neurospora cerealis
- Neurospora crassa
- Neurospora cratophora
- Neurospora dictyophora
- Neurospora discreta
- Neurospora dodgei
- Neurospora himalayensis
- Neurospora hippopotama
- Neurospora indica
- Neurospora intermedia
- Neurospora inversa
- Neurospora kobi
- Neurospora lineolata
- Neurospora longispora
- Neurospora novoguineensis
- Neurospora pannonica
- Neurospora pseudocalospora
- Neurospora pseudoreticulata
- Neurospora reticulata
- Neurospora sitophila
- Neurospora tetrasperma

## Filogenia
Una filogenia encontrada entre las especies del género es la siguiente:
|  | \| \| Neurospora calospora \| \| \| \| \| \| Neurospora sublineolata \| \| \| \| |
|  |                                                                                  |
|  | Neurospora tetrasperma                                                           |
|  |                                                                                  |
|  | Neurospora calospora                                                             |
|  |                                                                                  |
|  | Neurospora sublineolata                                                          |
|  |                                                                                  |

|  | Neurospora calospora    |
|  |                         |
|  | Neurospora sublineolata |
|  |                         |

|  | \| \| Neurospora africana \| \| \| \| \| \| Neurospora galapagosensis \| \| \| \| |
|  |                                                                                   |
|  | Neurospora dodgei                                                                 |
|  |                                                                                   |
|  | Neurospora lineolata                                                              |
|  |                                                                                   |
|  | Neurospora africana                                                               |
|  |                                                                                   |
|  | Neurospora galapagosensis                                                         |
|  |                                                                                   |

|  | Neurospora africana       |
|  |                           |
|  | Neurospora galapagosensis |
|  |                           |

|  | \| \| Neurospora africana \| \| \| \| \| \| Neurospora galapagosensis \| \| \| \| |
|  |                                                                                   |
|  | Neurospora dodgei                                                                 |
|  |                                                                                   |
|  | Neurospora lineolata                                                              |
|  |                                                                                   |
|  | Neurospora africana                                                               |
|  |                                                                                   |
|  | Neurospora galapagosensis                                                         |
|  |                                                                                   |

|  | Neurospora africana       |
|  |                           |
|  | Neurospora galapagosensis |
|  |                           |

|  | Neurospora crassa     |
|  |                       |
|  | Neurospora intermedia |
|  |                       |

|  | Neurospora sitophila   |
|  |                        |
|  | Neurospora bonaerensis |
|  |                        |

|  | Neurospora crassa     |
|  |                       |
|  | Neurospora intermedia |
|  |                       |

|  | Neurospora sitophila   |
|  |                        |
|  | Neurospora bonaerensis |
|  |                        |

|  | Neurospora crassa     |
|  |                       |
|  | Neurospora intermedia |
|  |                       |

|  | Neurospora sitophila   |
|  |                        |
|  | Neurospora bonaerensis |
|  |                        |

|  | Neurospora crassa     |
|  |                       |
|  | Neurospora intermedia |
|  |                       |

|  | Neurospora sitophila   |
|  |                        |
|  | Neurospora bonaerensis |
|  |                        |

|  | \| \| Neurospora africana \| \| \| \| \| \| Neurospora galapagosensis \| \| \| \| |
|  |                                                                                   |
|  | Neurospora dodgei                                                                 |
|  |                                                                                   |
|  | Neurospora lineolata                                                              |
|  |                                                                                   |
|  | Neurospora africana                                                               |
|  |                                                                                   |
|  | Neurospora galapagosensis                                                         |
|  |                                                                                   |

|  | Neurospora africana       |
|  |                           |
|  | Neurospora galapagosensis |
|  |                           |

|  | \| \| Neurospora africana \| \| \| \| \| \| Neurospora galapagosensis \| \| \| \| |
|  |                                                                                   |
|  | Neurospora dodgei                                                                 |
|  |                                                                                   |
|  | Neurospora lineolata                                                              |
|  |                                                                                   |
|  | Neurospora africana                                                               |
|  |                                                                                   |
|  | Neurospora galapagosensis                                                         |
|  |                                                                                   |

|  | Neurospora africana       |
|  |                           |
|  | Neurospora galapagosensis |
|  |                           |

|  | Neurospora crassa     |
|  |                       |
|  | Neurospora intermedia |
|  |                       |

|  | Neurospora sitophila   |
|  |                        |
|  | Neurospora bonaerensis |
|  |                        |

|  | Neurospora crassa     |
|  |                       |
|  | Neurospora intermedia |
|  |                       |

|  | Neurospora sitophila   |
|  |                        |
|  | Neurospora bonaerensis |
|  |                        |

|  | Neurospora crassa     |
|  |                       |
|  | Neurospora intermedia |
|  |                       |

|  | Neurospora sitophila   |
|  |                        |
|  | Neurospora bonaerensis |
|  |                        |

|  | Neurospora crassa     |
|  |                       |
|  | Neurospora intermedia |
|  |                       |

|  | Neurospora sitophila   |
|  |                        |
|  | Neurospora bonaerensis |
|  |                        |

|  | \| \| Neurospora pseudocalospora \| \| \| \| \| \| Neurospora terricola \| \| \| \| |
|  |                                                                                     |
|  | Neurospora pannonica                                                                |
|  |                                                                                     |
|  | Neurospora pseudocalospora                                                          |
|  |                                                                                     |
|  | Neurospora terricola                                                                |
|  |                                                                                     |

|  | Neurospora pseudocalospora |
|  |                            |
|  | Neurospora terricola       |
|  |                            |

|  | \| \| Neurospora africana \| \| \| \| \| \| Neurospora galapagosensis \| \| \| \| |
|  |                                                                                   |
|  | Neurospora dodgei                                                                 |
|  |                                                                                   |
|  | Neurospora lineolata                                                              |
|  |                                                                                   |
|  | Neurospora africana                                                               |
|  |                                                                                   |
|  | Neurospora galapagosensis                                                         |
|  |                                                                                   |

|  | Neurospora africana       |
|  |                           |
|  | Neurospora galapagosensis |
|  |                           |

|  | \| \| Neurospora africana \| \| \| \| \| \| Neurospora galapagosensis \| \| \| \| |
|  |                                                                                   |
|  | Neurospora dodgei                                                                 |
|  |                                                                                   |
|  | Neurospora lineolata                                                              |
|  |                                                                                   |
|  | Neurospora africana                                                               |
|  |                                                                                   |
|  | Neurospora galapagosensis                                                         |
|  |                                                                                   |

|  | Neurospora africana       |
|  |                           |
|  | Neurospora galapagosensis |
|  |                           |

|  | Neurospora crassa     |
|  |                       |
|  | Neurospora intermedia |
|  |                       |

|  | Neurospora sitophila   |
|  |                        |
|  | Neurospora bonaerensis |
|  |                        |

|  | Neurospora crassa     |
|  |                       |
|  | Neurospora intermedia |
|  |                       |

|  | Neurospora sitophila   |
|  |                        |
|  | Neurospora bonaerensis |
|  |                        |

|  | Neurospora crassa     |
|  |                       |
|  | Neurospora intermedia |
|  |                       |

|  | Neurospora sitophila   |
|  |                        |
|  | Neurospora bonaerensis |
|  |                        |

|  | Neurospora crassa     |
|  |                       |
|  | Neurospora intermedia |
|  |                       |

|  | Neurospora sitophila   |
|  |                        |
|  | Neurospora bonaerensis |
|  |                        |

|  | \| \| Neurospora africana \| \| \| \| \| \| Neurospora galapagosensis \| \| \| \| |
|  |                                                                                   |
|  | Neurospora dodgei                                                                 |
|  |                                                                                   |
|  | Neurospora lineolata                                                              |
|  |                                                                                   |
|  | Neurospora africana                                                               |
|  |                                                                                   |
|  | Neurospora galapagosensis                                                         |
|  |                                                                                   |

|  | Neurospora africana       |
|  |                           |
|  | Neurospora galapagosensis |
|  |                           |

|  | \| \| Neurospora africana \| \| \| \| \| \| Neurospora galapagosensis \| \| \| \| |
|  |                                                                                   |
|  | Neurospora dodgei                                                                 |
|  |                                                                                   |
|  | Neurospora lineolata                                                              |
|  |                                                                                   |
|  | Neurospora africana                                                               |
|  |                                                                                   |
|  | Neurospora galapagosensis                                                         |
|  |                                                                                   |

|  | Neurospora africana       |
|  |                           |
|  | Neurospora galapagosensis |
|  |                           |

|  | Neurospora crassa     |
|  |                       |
|  | Neurospora intermedia |
|  |                       |

|  | Neurospora sitophila   |
|  |                        |
|  | Neurospora bonaerensis |
|  |                        |

|  | Neurospora crassa     |
|  |                       |
|  | Neurospora intermedia |
|  |                       |

|  | Neurospora sitophila   |
|  |                        |
|  | Neurospora bonaerensis |
|  |                        |

|  | Neurospora crassa     |
|  |                       |
|  | Neurospora intermedia |
|  |                       |

|  | Neurospora sitophila   |
|  |                        |
|  | Neurospora bonaerensis |
|  |                        |

|  | Neurospora crassa     |
|  |                       |
|  | Neurospora intermedia |
|  |                       |

|  | Neurospora sitophila   |
|  |                        |
|  | Neurospora bonaerensis |
|  |                        |

|  | \| \| Neurospora pseudocalospora \| \| \| \| \| \| Neurospora terricola \| \| \| \| |
|  |                                                                                     |
|  | Neurospora pannonica                                                                |
|  |                                                                                     |
|  | Neurospora pseudocalospora                                                          |
|  |                                                                                     |
|  | Neurospora terricola                                                                |
|  |                                                                                     |

|  | Neurospora pseudocalospora |
|  |                            |
|  | Neurospora terricola       |
|  |                            |

|  | \| \| Neurospora africana \| \| \| \| \| \| Neurospora galapagosensis \| \| \| \| |
|  |                                                                                   |
|  | Neurospora dodgei                                                                 |
|  |                                                                                   |
|  | Neurospora lineolata                                                              |
|  |                                                                                   |
|  | Neurospora africana                                                               |
|  |                                                                                   |
|  | Neurospora galapagosensis                                                         |
|  |                                                                                   |

|  | Neurospora africana       |
|  |                           |
|  | Neurospora galapagosensis |
|  |                           |

|  | \| \| Neurospora africana \| \| \| \| \| \| Neurospora galapagosensis \| \| \| \| |
|  |                                                                                   |
|  | Neurospora dodgei                                                                 |
|  |                                                                                   |
|  | Neurospora lineolata                                                              |
|  |                                                                                   |
|  | Neurospora africana                                                               |
|  |                                                                                   |
|  | Neurospora galapagosensis                                                         |
|  |                                                                                   |

|  | Neurospora africana       |
|  |                           |
|  | Neurospora galapagosensis |
|  |                           |

|  | Neurospora crassa     |
|  |                       |
|  | Neurospora intermedia |
|  |                       |

|  | Neurospora sitophila   |
|  |                        |
|  | Neurospora bonaerensis |
|  |                        |

|  | Neurospora crassa     |
|  |                       |
|  | Neurospora intermedia |
|  |                       |

|  | Neurospora sitophila   |
|  |                        |
|  | Neurospora bonaerensis |
|  |                        |

|  | Neurospora crassa     |
|  |                       |
|  | Neurospora intermedia |
|  |                       |

|  | Neurospora sitophila   |
|  |                        |
|  | Neurospora bonaerensis |
|  |                        |

|  | Neurospora crassa     |
|  |                       |
|  | Neurospora intermedia |
|  |                       |

|  | Neurospora sitophila   |
|  |                        |
|  | Neurospora bonaerensis |
|  |                        |

|  | \| \| Neurospora africana \| \| \| \| \| \| Neurospora galapagosensis \| \| \| \| |
|  |                                                                                   |
|  | Neurospora dodgei                                                                 |
|  |                                                                                   |
|  | Neurospora lineolata                                                              |
|  |                                                                                   |
|  | Neurospora africana                                                               |
|  |                                                                                   |
|  | Neurospora galapagosensis                                                         |
|  |                                                                                   |

|  | Neurospora africana       |
|  |                           |
|  | Neurospora galapagosensis |
|  |                           |

|  | \| \| Neurospora africana \| \| \| \| \| \| Neurospora galapagosensis \| \| \| \| |
|  |                                                                                   |
|  | Neurospora dodgei                                                                 |
|  |                                                                                   |
|  | Neurospora lineolata                                                              |
|  |                                                                                   |
|  | Neurospora africana                                                               |
|  |                                                                                   |
|  | Neurospora galapagosensis                                                         |
|  |                                                                                   |

|  | Neurospora africana       |
|  |                           |
|  | Neurospora galapagosensis |
|  |                           |

|  | Neurospora crassa     |
|  |                       |
|  | Neurospora intermedia |
|  |                       |

|  | Neurospora sitophila   |
|  |                        |
|  | Neurospora bonaerensis |
|  |                        |

|  | Neurospora crassa     |
|  |                       |
|  | Neurospora intermedia |
|  |                       |

|  | Neurospora sitophila   |
|  |                        |
|  | Neurospora bonaerensis |
|  |                        |

|  | Neurospora crassa     |
|  |                       |
|  | Neurospora intermedia |
|  |                       |

|  | Neurospora sitophila   |
|  |                        |
|  | Neurospora bonaerensis |
|  |                        |

|  | Neurospora crassa     |
|  |                       |
|  | Neurospora intermedia |
|  |                       |

|  | Neurospora sitophila   |
|  |                        |
|  | Neurospora bonaerensis |
|  |                        |

|  | \| \| Neurospora pseudocalospora \| \| \| \| \| \| Neurospora terricola \| \| \| \| |
|  |                                                                                     |
|  | Neurospora pannonica                                                                |
|  |                                                                                     |
|  | Neurospora pseudocalospora                                                          |
|  |                                                                                     |
|  | Neurospora terricola                                                                |
|  |                                                                                     |

|  | Neurospora pseudocalospora |
|  |                            |
|  | Neurospora terricola       |
|  |                            |

|  | \| \| Neurospora africana \| \| \| \| \| \| Neurospora galapagosensis \| \| \| \| |
|  |                                                                                   |
|  | Neurospora dodgei                                                                 |
|  |                                                                                   |
|  | Neurospora lineolata                                                              |
|  |                                                                                   |
|  | Neurospora africana                                                               |
|  |                                                                                   |
|  | Neurospora galapagosensis                                                         |
|  |                                                                                   |

|  | Neurospora africana       |
|  |                           |
|  | Neurospora galapagosensis |
|  |                           |

|  | \| \| Neurospora africana \| \| \| \| \| \| Neurospora galapagosensis \| \| \| \| |
|  |                                                                                   |
|  | Neurospora dodgei                                                                 |
|  |                                                                                   |
|  | Neurospora lineolata                                                              |
|  |                                                                                   |
|  | Neurospora africana                                                               |
|  |                                                                                   |
|  | Neurospora galapagosensis                                                         |
|  |                                                                                   |

|  | Neurospora africana       |
|  |                           |
|  | Neurospora galapagosensis |
|  |                           |

|  | Neurospora crassa     |
|  |                       |
|  | Neurospora intermedia |
|  |                       |

|  | Neurospora sitophila   |
|  |                        |
|  | Neurospora bonaerensis |
|  |                        |

|  | Neurospora crassa     |
|  |                       |
|  | Neurospora intermedia |
|  |                       |

|  | Neurospora sitophila   |
|  |                        |
|  | Neurospora bonaerensis |
|  |                        |

|  | Neurospora crassa     |
|  |                       |
|  | Neurospora intermedia |
|  |                       |

|  | Neurospora sitophila   |
|  |                        |
|  | Neurospora bonaerensis |
|  |                        |

|  | Neurospora crassa     |
|  |                       |
|  | Neurospora intermedia |
|  |                       |

|  | Neurospora sitophila   |
|  |                        |
|  | Neurospora bonaerensis |
|  |                        |

|  | \| \| Neurospora africana \| \| \| \| \| \| Neurospora galapagosensis \| \| \| \| |
|  |                                                                                   |
|  | Neurospora dodgei                                                                 |
|  |                                                                                   |
|  | Neurospora lineolata                                                              |
|  |                                                                                   |
|  | Neurospora africana                                                               |
|  |                                                                                   |
|  | Neurospora galapagosensis                                                         |
|  |                                                                                   |

|  | Neurospora africana       |
|  |                           |
|  | Neurospora galapagosensis |
|  |                           |

|  | \| \| Neurospora africana \| \| \| \| \| \| Neurospora galapagosensis \| \| \| \| |
|  |                                                                                   |
|  | Neurospora dodgei                                                                 |
|  |                                                                                   |
|  | Neurospora lineolata                                                              |
|  |                                                                                   |
|  | Neurospora africana                                                               |
|  |                                                                                   |
|  | Neurospora galapagosensis                                                         |
|  |                                                                                   |

|  | Neurospora africana       |
|  |                           |
|  | Neurospora galapagosensis |
|  |                           |

|  | Neurospora crassa     |
|  |                       |
|  | Neurospora intermedia |
|  |                       |

|  | Neurospora sitophila   |
|  |                        |
|  | Neurospora bonaerensis |
|  |                        |

|  | Neurospora crassa     |
|  |                       |
|  | Neurospora intermedia |
|  |                       |

|  | Neurospora sitophila   |
|  |                        |
|  | Neurospora bonaerensis |
|  |                        |

|  | Neurospora crassa     |
|  |                       |
|  | Neurospora intermedia |
|  |                       |

|  | Neurospora sitophila   |
|  |                        |
|  | Neurospora bonaerensis |
|  |                        |

|  | Neurospora crassa     |
|  |                       |
|  | Neurospora intermedia |
|  |                       |

|  | Neurospora sitophila   |
|  |                        |
|  | Neurospora bonaerensis |
|  |                        |

|  | \| \| Neurospora pseudocalospora \| \| \| \| \| \| Neurospora terricola \| \| \| \| |
|  |                                                                                     |
|  | Neurospora pannonica                                                                |
|  |                                                                                     |
|  | Neurospora pseudocalospora                                                          |
|  |                                                                                     |
|  | Neurospora terricola                                                                |
|  |                                                                                     |

|  | Neurospora pseudocalospora |
|  |                            |
|  | Neurospora terricola       |
|  |                            |

|  | \| \| Neurospora calospora \| \| \| \| \| \| Neurospora sublineolata \| \| \| \| |
|  |                                                                                  |
|  | Neurospora tetrasperma                                                           |
|  |                                                                                  |
|  | Neurospora calospora                                                             |
|  |                                                                                  |
|  | Neurospora sublineolata                                                          |
|  |                                                                                  |

|  | Neurospora calospora    |
|  |                         |
|  | Neurospora sublineolata |
|  |                         |

|  | \| \| Neurospora africana \| \| \| \| \| \| Neurospora galapagosensis \| \| \| \| |
|  |                                                                                   |
|  | Neurospora dodgei                                                                 |
|  |                                                                                   |
|  | Neurospora lineolata                                                              |
|  |                                                                                   |
|  | Neurospora africana                                                               |
|  |                                                                                   |
|  | Neurospora galapagosensis                                                         |
|  |                                                                                   |

|  | Neurospora africana       |
|  |                           |
|  | Neurospora galapagosensis |
|  |                           |

|  | \| \| Neurospora africana \| \| \| \| \| \| Neurospora galapagosensis \| \| \| \| |
|  |                                                                                   |
|  | Neurospora dodgei                                                                 |
|  |                                                                                   |
|  | Neurospora lineolata                                                              |
|  |                                                                                   |
|  | Neurospora africana                                                               |
|  |                                                                                   |
|  | Neurospora galapagosensis                                                         |
|  |                                                                                   |

|  | Neurospora africana       |
|  |                           |
|  | Neurospora galapagosensis |
|  |                           |

|  | Neurospora crassa     |
|  |                       |
|  | Neurospora intermedia |
|  |                       |

|  | Neurospora sitophila   |
|  |                        |
|  | Neurospora bonaerensis |
|  |                        |

|  | Neurospora crassa     |
|  |                       |
|  | Neurospora intermedia |
|  |                       |

|  | Neurospora sitophila   |
|  |                        |
|  | Neurospora bonaerensis |
|  |                        |

|  | Neurospora crassa     |
|  |                       |
|  | Neurospora intermedia |
|  |                       |

|  | Neurospora sitophila   |
|  |                        |
|  | Neurospora bonaerensis |
|  |                        |

|  | Neurospora crassa     |
|  |                       |
|  | Neurospora intermedia |
|  |                       |

|  | Neurospora sitophila   |
|  |                        |
|  | Neurospora bonaerensis |
|  |                        |

|  | \| \| Neurospora africana \| \| \| \| \| \| Neurospora galapagosensis \| \| \| \| |
|  |                                                                                   |
|  | Neurospora dodgei                                                                 |
|  |                                                                                   |
|  | Neurospora lineolata                                                              |
|  |                                                                                   |
|  | Neurospora africana                                                               |
|  |                                                                                   |
|  | Neurospora galapagosensis                                                         |
|  |                                                                                   |

|  | Neurospora africana       |
|  |                           |
|  | Neurospora galapagosensis |
|  |                           |

|  | \| \| Neurospora africana \| \| \| \| \| \| Neurospora galapagosensis \| \| \| \| |
|  |                                                                                   |
|  | Neurospora dodgei                                                                 |
|  |                                                                                   |
|  | Neurospora lineolata                                                              |
|  |                                                                                   |
|  | Neurospora africana                                                               |
|  |                                                                                   |
|  | Neurospora galapagosensis                                                         |
|  |                                                                                   |

|  | Neurospora africana       |
|  |                           |
|  | Neurospora galapagosensis |
|  |                           |

|  | Neurospora crassa     |
|  |                       |
|  | Neurospora intermedia |
|  |                       |

|  | Neurospora sitophila   |
|  |                        |
|  | Neurospora bonaerensis |
|  |                        |

|  | Neurospora crassa     |
|  |                       |
|  | Neurospora intermedia |
|  |                       |

|  | Neurospora sitophila   |
|  |                        |
|  | Neurospora bonaerensis |
|  |                        |

|  | Neurospora crassa     |
|  |                       |
|  | Neurospora intermedia |
|  |                       |

|  | Neurospora sitophila   |
|  |                        |
|  | Neurospora bonaerensis |
|  |                        |

|  | Neurospora crassa     |
|  |                       |
|  | Neurospora intermedia |
|  |                       |

|  | Neurospora sitophila   |
|  |                        |
|  | Neurospora bonaerensis |
|  |                        |

|  | \| \| Neurospora pseudocalospora \| \| \| \| \| \| Neurospora terricola \| \| \| \| |
|  |                                                                                     |
|  | Neurospora pannonica                                                                |
|  |                                                                                     |
|  | Neurospora pseudocalospora                                                          |
|  |                                                                                     |
|  | Neurospora terricola                                                                |
|  |                                                                                     |

|  | Neurospora pseudocalospora |
|  |                            |
|  | Neurospora terricola       |
|  |                            |

|  | \| \| Neurospora africana \| \| \| \| \| \| Neurospora galapagosensis \| \| \| \| |
|  |                                                                                   |
|  | Neurospora dodgei                                                                 |
|  |                                                                                   |
|  | Neurospora lineolata                                                              |
|  |                                                                                   |
|  | Neurospora africana                                                               |
|  |                                                                                   |
|  | Neurospora galapagosensis                                                         |
|  |                                                                                   |

|  | Neurospora africana       |
|  |                           |
|  | Neurospora galapagosensis |
|  |                           |

|  | \| \| Neurospora africana \| \| \| \| \| \| Neurospora galapagosensis \| \| \| \| |
|  |                                                                                   |
|  | Neurospora dodgei                                                                 |
|  |                                                                                   |
|  | Neurospora lineolata                                                              |
|  |                                                                                   |
|  | Neurospora africana                                                               |
|  |                                                                                   |
|  | Neurospora galapagosensis                                                         |
|  |                                                                                   |

|  | Neurospora africana       |
|  |                           |
|  | Neurospora galapagosensis |
|  |                           |

|  | Neurospora crassa     |
|  |                       |
|  | Neurospora intermedia |
|  |                       |

|  | Neurospora sitophila   |
|  |                        |
|  | Neurospora bonaerensis |
|  |                        |

|  | Neurospora crassa     |
|  |                       |
|  | Neurospora intermedia |
|  |                       |

|  | Neurospora sitophila   |
|  |                        |
|  | Neurospora bonaerensis |
|  |                        |

|  | Neurospora crassa     |
|  |                       |
|  | Neurospora intermedia |
|  |                       |

|  | Neurospora sitophila   |
|  |                        |
|  | Neurospora bonaerensis |
|  |                        |

|  | Neurospora crassa     |
|  |                       |
|  | Neurospora intermedia |
|  |                       |

|  | Neurospora sitophila   |
|  |                        |
|  | Neurospora bonaerensis |
|  |                        |

|  | \| \| Neurospora africana \| \| \| \| \| \| Neurospora galapagosensis \| \| \| \| |
|  |                                                                                   |
|  | Neurospora dodgei                                                                 |
|  |                                                                                   |
|  | Neurospora lineolata                                                              |
|  |                                                                                   |
|  | Neurospora africana                                                               |
|  |                                                                                   |
|  | Neurospora galapagosensis                                                         |
|  |                                                                                   |

|  | Neurospora africana       |
|  |                           |
|  | Neurospora galapagosensis |
|  |                           |

|  | \| \| Neurospora africana \| \| \| \| \| \| Neurospora galapagosensis \| \| \| \| |
|  |                                                                                   |
|  | Neurospora dodgei                                                                 |
|  |                                                                                   |
|  | Neurospora lineolata                                                              |
|  |                                                                                   |
|  | Neurospora africana                                                               |
|  |                                                                                   |
|  | Neurospora galapagosensis                                                         |
|  |                                                                                   |

|  | Neurospora africana       |
|  |                           |
|  | Neurospora galapagosensis |
|  |                           |

|  | Neurospora crassa     |
|  |                       |
|  | Neurospora intermedia |
|  |                       |

|  | Neurospora sitophila   |
|  |                        |
|  | Neurospora bonaerensis |
|  |                        |

|  | Neurospora crassa     |
|  |                       |
|  | Neurospora intermedia |
|  |                       |

|  | Neurospora sitophila   |
|  |                        |
|  | Neurospora bonaerensis |
|  |                        |

|  | Neurospora crassa     |
|  |                       |
|  | Neurospora intermedia |
|  |                       |

|  | Neurospora sitophila   |
|  |                        |
|  | Neurospora bonaerensis |
|  |                        |

|  | Neurospora crassa     |
|  |                       |
|  | Neurospora intermedia |
|  |                       |

|  | Neurospora sitophila   |
|  |                        |
|  | Neurospora bonaerensis |
|  |                        |

|  | \| \| Neurospora pseudocalospora \| \| \| \| \| \| Neurospora terricola \| \| \| \| |
|  |                                                                                     |
|  | Neurospora pannonica                                                                |
|  |                                                                                     |
|  | Neurospora pseudocalospora                                                          |
|  |                                                                                     |
|  | Neurospora terricola                                                                |
|  |                                                                                     |

|  | Neurospora pseudocalospora |
|  |                            |
|  | Neurospora terricola       |
|  |                            |

|  | \| \| Neurospora africana \| \| \| \| \| \| Neurospora galapagosensis \| \| \| \| |
|  |                                                                                   |
|  | Neurospora dodgei                                                                 |
|  |                                                                                   |
|  | Neurospora lineolata                                                              |
|  |                                                                                   |
|  | Neurospora africana                                                               |
|  |                                                                                   |
|  | Neurospora galapagosensis                                                         |
|  |                                                                                   |

|  | Neurospora africana       |
|  |                           |
|  | Neurospora galapagosensis |
|  |                           |

|  | \| \| Neurospora africana \| \| \| \| \| \| Neurospora galapagosensis \| \| \| \| |
|  |                                                                                   |
|  | Neurospora dodgei                                                                 |
|  |                                                                                   |
|  | Neurospora lineolata                                                              |
|  |                                                                                   |
|  | Neurospora africana                                                               |
|  |                                                                                   |
|  | Neurospora galapagosensis                                                         |
|  |                                                                                   |

|  | Neurospora africana       |
|  |                           |
|  | Neurospora galapagosensis |
|  |                           |

|  | Neurospora crassa     |
|  |                       |
|  | Neurospora intermedia |
|  |                       |

|  | Neurospora sitophila   |
|  |                        |
|  | Neurospora bonaerensis |
|  |                        |

|  | Neurospora crassa     |
|  |                       |
|  | Neurospora intermedia |
|  |                       |

|  | Neurospora sitophila   |
|  |                        |
|  | Neurospora bonaerensis |
|  |                        |

|  | Neurospora crassa     |
|  |                       |
|  | Neurospora intermedia |
|  |                       |

|  | Neurospora sitophila   |
|  |                        |
|  | Neurospora bonaerensis |
|  |                        |

|  | Neurospora crassa     |
|  |                       |
|  | Neurospora intermedia |
|  |                       |

|  | Neurospora sitophila   |
|  |                        |
|  | Neurospora bonaerensis |
|  |                        |

|  | \| \| Neurospora africana \| \| \| \| \| \| Neurospora galapagosensis \| \| \| \| |
|  |                                                                                   |
|  | Neurospora dodgei                                                                 |
|  |                                                                                   |
|  | Neurospora lineolata                                                              |
|  |                                                                                   |
|  | Neurospora africana                                                               |
|  |                                                                                   |
|  | Neurospora galapagosensis                                                         |
|  |                                                                                   |

|  | Neurospora africana       |
|  |                           |
|  | Neurospora galapagosensis |
|  |                           |

|  | \| \| Neurospora africana \| \| \| \| \| \| Neurospora galapagosensis \| \| \| \| |
|  |                                                                                   |
|  | Neurospora dodgei                                                                 |
|  |                                                                                   |
|  | Neurospora lineolata                                                              |
|  |                                                                                   |
|  | Neurospora africana                                                               |
|  |                                                                                   |
|  | Neurospora galapagosensis                                                         |
|  |                                                                                   |

|  | Neurospora africana       |
|  |                           |
|  | Neurospora galapagosensis |
|  |                           |

|  | Neurospora crassa     |
|  |                       |
|  | Neurospora intermedia |
|  |                       |

|  | Neurospora sitophila   |
|  |                        |
|  | Neurospora bonaerensis |
|  |                        |

|  | Neurospora crassa     |
|  |                       |
|  | Neurospora intermedia |
|  |                       |

|  | Neurospora sitophila   |
|  |                        |
|  | Neurospora bonaerensis |
|  |                        |

|  | Neurospora crassa     |
|  |                       |
|  | Neurospora intermedia |
|  |                       |

|  | Neurospora sitophila   |
|  |                        |
|  | Neurospora bonaerensis |
|  |                        |

|  | Neurospora crassa     |
|  |                       |
|  | Neurospora intermedia |
|  |                       |

|  | Neurospora sitophila   |
|  |                        |
|  | Neurospora bonaerensis |
|  |                        |

|  | \| \| Neurospora pseudocalospora \| \| \| \| \| \| Neurospora terricola \| \| \| \| |
|  |                                                                                     |
|  | Neurospora pannonica                                                                |
|  |                                                                                     |
|  | Neurospora pseudocalospora                                                          |
|  |                                                                                     |
|  | Neurospora terricola                                                                |
|  |                                                                                     |

|  | Neurospora pseudocalospora |
|  |                            |
|  | Neurospora terricola       |
|  |                            |

|  | \| \| Neurospora africana \| \| \| \| \| \| Neurospora galapagosensis \| \| \| \| |
|  |                                                                                   |
|  | Neurospora dodgei                                                                 |
|  |                                                                                   |
|  | Neurospora lineolata                                                              |
|  |                                                                                   |
|  | Neurospora africana                                                               |
|  |                                                                                   |
|  | Neurospora galapagosensis                                                         |
|  |                                                                                   |

|  | Neurospora africana       |
|  |                           |
|  | Neurospora galapagosensis |
|  |                           |

|  | \| \| Neurospora africana \| \| \| \| \| \| Neurospora galapagosensis \| \| \| \| |
|  |                                                                                   |
|  | Neurospora dodgei                                                                 |
|  |                                                                                   |
|  | Neurospora lineolata                                                              |
|  |                                                                                   |
|  | Neurospora africana                                                               |
|  |                                                                                   |
|  | Neurospora galapagosensis                                                         |
|  |                                                                                   |

|  | Neurospora africana       |
|  |                           |
|  | Neurospora galapagosensis |
|  |                           |

|  | Neurospora crassa     |
|  |                       |
|  | Neurospora intermedia |
|  |                       |

|  | Neurospora sitophila   |
|  |                        |
|  | Neurospora bonaerensis |
|  |                        |

|  | Neurospora crassa     |
|  |                       |
|  | Neurospora intermedia |
|  |                       |

|  | Neurospora sitophila   |
|  |                        |
|  | Neurospora bonaerensis |
|  |                        |

|  | Neurospora crassa     |
|  |                       |
|  | Neurospora intermedia |
|  |                       |

|  | Neurospora sitophila   |
|  |                        |
|  | Neurospora bonaerensis |
|  |                        |

|  | Neurospora crassa     |
|  |                       |
|  | Neurospora intermedia |
|  |                       |

|  | Neurospora sitophila   |
|  |                        |
|  | Neurospora bonaerensis |
|  |                        |

|  | \| \| Neurospora africana \| \| \| \| \| \| Neurospora galapagosensis \| \| \| \| |
|  |                                                                                   |
|  | Neurospora dodgei                                                                 |
|  |                                                                                   |
|  | Neurospora lineolata                                                              |
|  |                                                                                   |
|  | Neurospora africana                                                               |
|  |                                                                                   |
|  | Neurospora galapagosensis                                                         |
|  |                                                                                   |

|  | Neurospora africana       |
|  |                           |
|  | Neurospora galapagosensis |
|  |                           |

|  | \| \| Neurospora africana \| \| \| \| \| \| Neurospora galapagosensis \| \| \| \| |
|  |                                                                                   |
|  | Neurospora dodgei                                                                 |
|  |                                                                                   |
|  | Neurospora lineolata                                                              |
|  |                                                                                   |
|  | Neurospora africana                                                               |
|  |                                                                                   |
|  | Neurospora galapagosensis                                                         |
|  |                                                                                   |

|  | Neurospora africana       |
|  |                           |
|  | Neurospora galapagosensis |
|  |                           |

|  | Neurospora crassa     |
|  |                       |
|  | Neurospora intermedia |
|  |                       |

|  | Neurospora sitophila   |
|  |                        |
|  | Neurospora bonaerensis |
|  |                        |

|  | Neurospora crassa     |
|  |                       |
|  | Neurospora intermedia |
|  |                       |

|  | Neurospora sitophila   |
|  |                        |
|  | Neurospora bonaerensis |
|  |                        |

|  | Neurospora crassa     |
|  |                       |
|  | Neurospora intermedia |
|  |                       |

|  | Neurospora sitophila   |
|  |                        |
|  | Neurospora bonaerensis |
|  |                        |

|  | Neurospora crassa     |
|  |                       |
|  | Neurospora intermedia |
|  |                       |

|  | Neurospora sitophila   |
|  |                        |
|  | Neurospora bonaerensis |
|  |                        |

|  | \| \| Neurospora pseudocalospora \| \| \| \| \| \| Neurospora terricola \| \| \| \| |
|  |                                                                                     |
|  | Neurospora pannonica                                                                |
|  |                                                                                     |
|  | Neurospora pseudocalospora                                                          |
|  |                                                                                     |
|  | Neurospora terricola                                                                |
|  |                                                                                     |

|  | Neurospora pseudocalospora |
|  |                            |
|  | Neurospora terricola       |
|  |                            |